# Hans Holbein (młodszy)

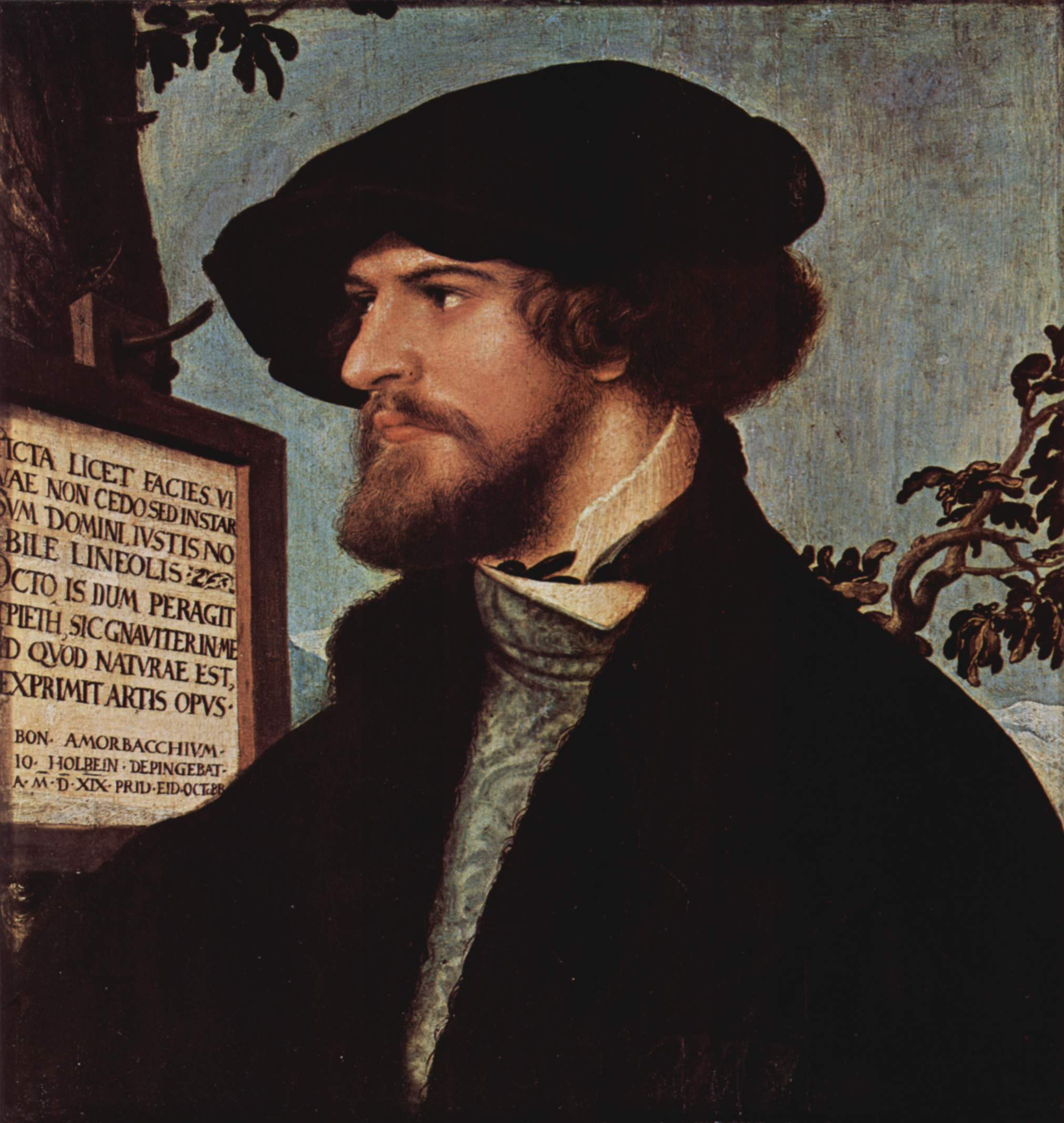
Portret Bonifaciusa Amerbacha (1519)

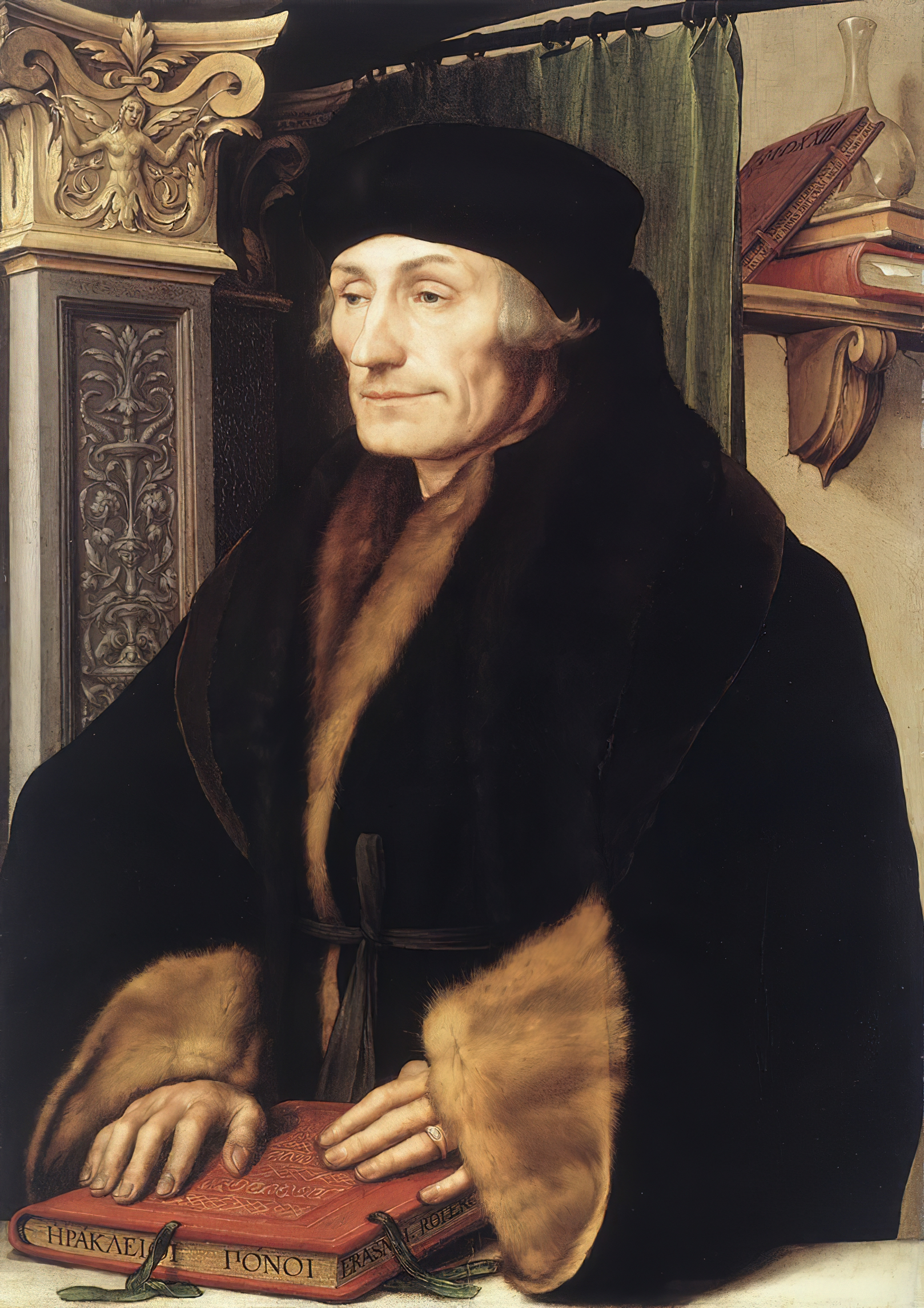
Portret Erazma z Rotterdamu (1523)

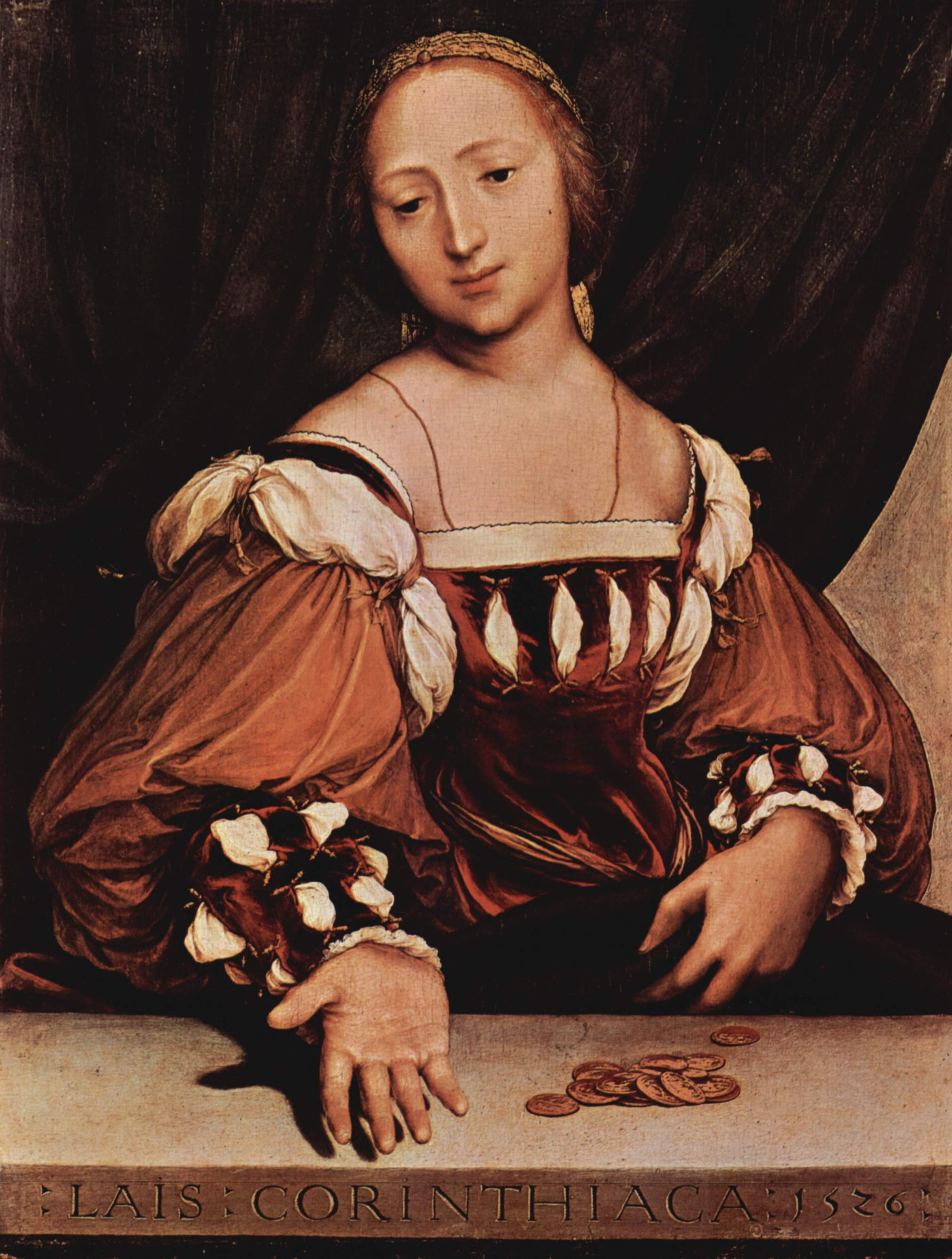
Laïs z Koryntu (1526)

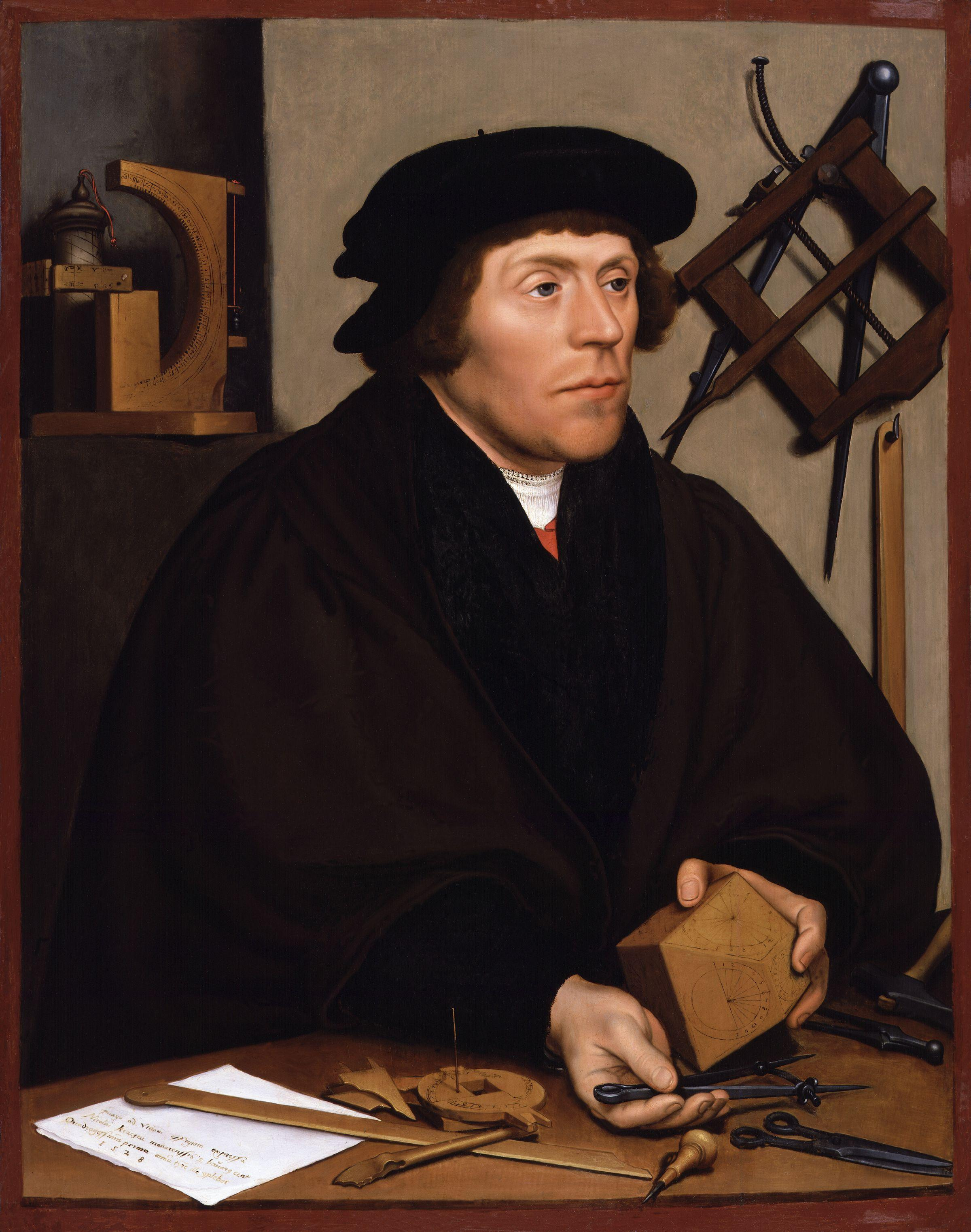
Portret astronoma Nikolausa Kratzera (1528)

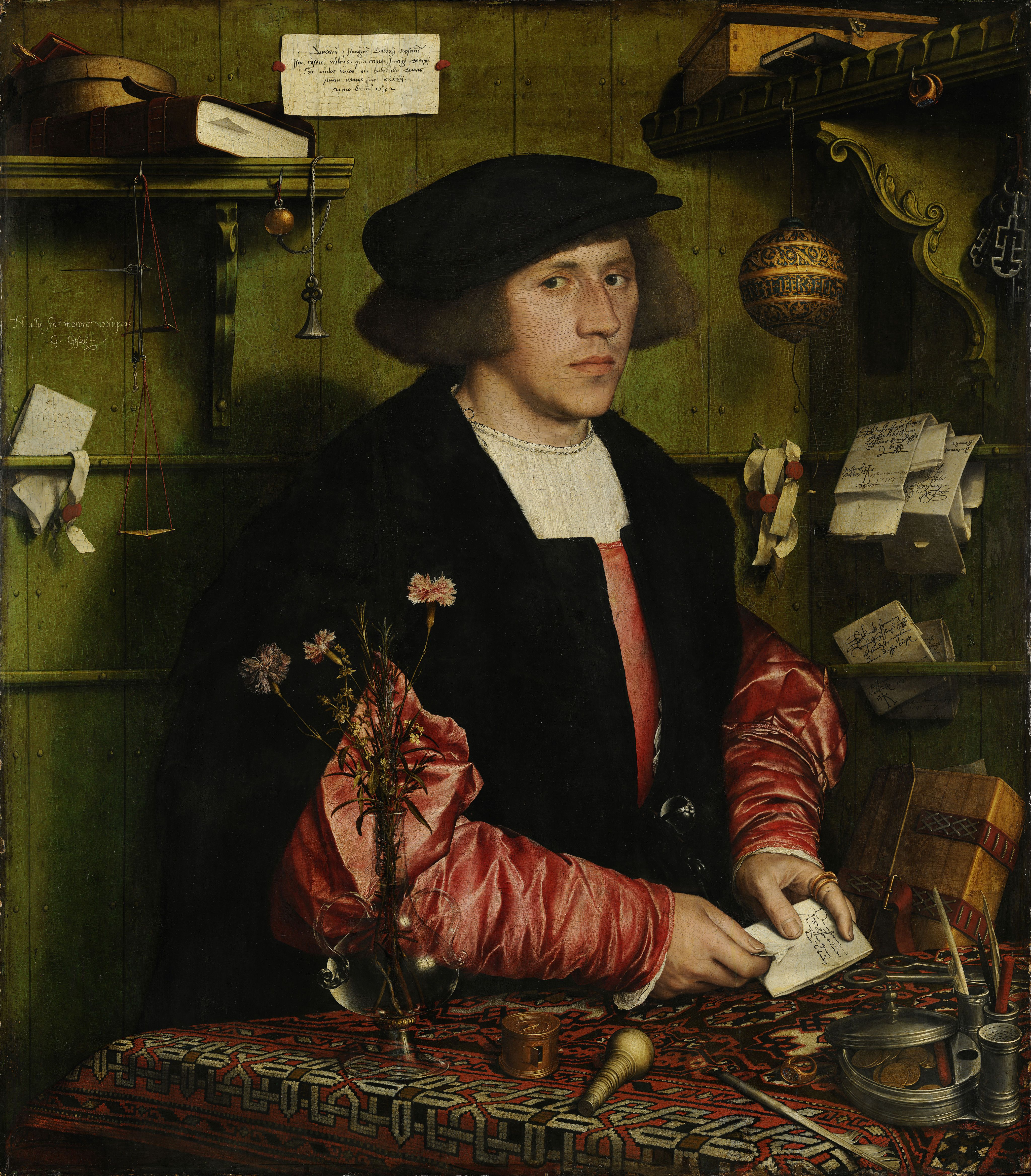
Portret Georga Gisze (1532)

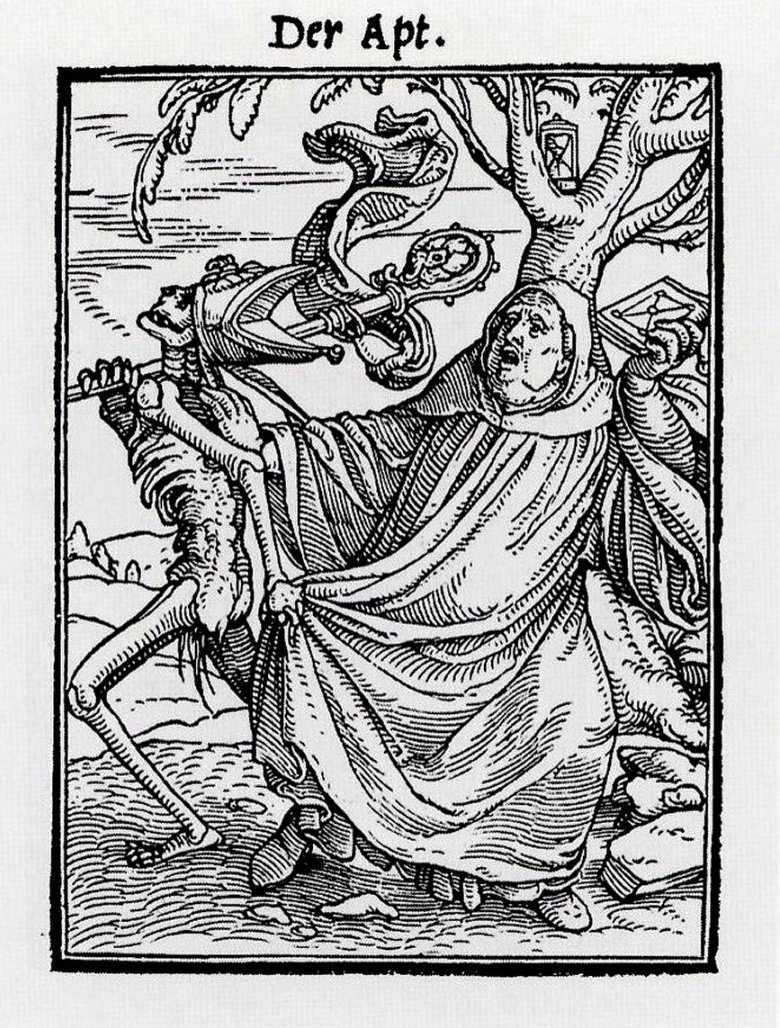
Taniec śmierci (1523-25)

Hans Holbein (młodszy) (ur. 1497 lub 1498 w Augsburgu, pochowany 29 listopada 1543 w Londynie) – niemiecki i szwajcarski malarz, rysownik i grafik okresu renesansu; portrecista.

## Życie
Wraz ze swym bratem Ambrosiusem terminował u swego ojca Hansa. W 1515 wstąpił do pracowni mistrza Hansa Herbstera (1468-1550) w Bazylei. W l. 1517-19 działał w Lucernie. Po powrocie do Bazylei w 1519 otrzymał tytuł mistrza i został przyjęty w poczet członków gildii malarzy bazylejskich. W tym samym roku poślubił zamożną wdowę Elisbethę Binzenstock, z którą miał czworo dzieci. W 1520 został tytularnym obywatelem miasta Bazylei. W l. 1518-19 odbył podróż do Mediolanu, w 1524 do Lyonu. W 1526 wyjechał do Anglii odwiedzając po drodze Antwerpię. W l. 1528-32 ponownie przebywał w Bazylei. W 1532 powrócił do Londynu, gdzie otrzymał tytuł nadwornego malarza Henryka VIII. Zmarł w czasie epidemii dżumy. Nie jest znana data jego śmierci. Pochowany został na cmentarzu St. Andrews w Londynie.
Przyjaźnił się z takimi humanistami, jak Erazm z Rotterdamu, Tomasz More, Bonifacius Amerbach (1495-1562).

## Twórczość
Wykonywał liczne portrety, obrazy ołtarzowe, malowidła ścienne, rysunki do drzeworytów, cykle graficzne, projekty witraży i wyrobów złotniczych.
Był także portrecistą. Jego portrety cechuje psychologiczna głębia, precyzja szczegółów, umiejętne połączenie fizycznego podobieństwa z duchowymi cechami portretowanej osoby. Umiejętnie dozował i harmonizował środki malarskie: światło, kolor, kompozycję i rysunek. Wywarł wielki wpływ na rozwój angielskiego malarstwa portretowego.
W 1533 r. stworzył jedno ze swych arcydzieł: podwójny portret en pied Ambasadorowie z symbolem vanitas w postaci anamorfozy ludzkiej czaszki. W l. 1521-22 wykonał freski w jednej z sal ratusza w Bazylei. W l. 1525-26 malował skrzydła obudowy organów w katedrze bazylejskiej. Ilustrował Pochwałę głupoty Erazma z Rotterdamu oraz Biblię Lutra (1538). Był autorem cyklów drzeworytów: Taniec śmierci (1525) i Alfabet śmierci (1523-24).

### Wybrane dzieła
- Św. Barbara – 1516, 150 × 47 cm, Stara Pinakoteka, Monachium
- Portret małżonków Meyerów – 1516, Muzeum Sztuki w Bazylei
  - Jakob Meyer – 38,5 × 31 cm
  - Dorothea Kannengiesser – 38,5 × 31 cm
- Portret żony artysty – ok. 1517, 45 × 34 cm, Mauritshuis, Haga
- Portret Benedikta von Hertensteina – 1517, 52 × 38 cm, Metropolitan Museum of Art, Nowy Jork
- Adam i Ewa – 1517, 30,2 × 35,7 cm, Muzeum Sztuki w Bazylei
- Portret Bonifaciusa Amerbacha – 1519, 28,5 × 27 cm, Muzeum Sztuki w Bazylei
- Ołtarz Oberriedów – 1521-22, 231 × 109 cm + 230 × 110 cm (prawe skrzydło) + 230 × 110 cm (lewe skrzydło), Katedra, Fryburg Bryzgowijski
- Chrystus w grobie – 1521-22, 30,5 × 200 cm, Muzeum Sztuki w Bazylei
- Madonna z Solury – 1522, 140,5 × 102 cm, Museum der Stadt, Solura
- Portret Erazma z Rotterdamu – 1523, 76 × 51 cm, National Gallery w Londynie
- Portret Erazma z Rotterdamu przy pulpicie – 1523, 43 × 33 cm, Luwr, Paryż
- Św. Urszula – ok. 1523, 96 × 42 cm, Kunsthalle, Karlsruhe
- Portret Erazma z Rotterdamu – 1523-24, 37 × 30,5 cm, Muzeum Sztuki w Bazylei
- Retabulum Pasji – 1524-25, 150 × 148 cm, Muzeum Sztuki w Bazylei
- Ostatnia Wieczerza – 1524-25, 115,5 × 97 cm, Muzeum Sztuki w Bazylei
- Wenus i Amor – 1524-25, 35 × 26 cm, Muzeum Sztuki w Bazylei
- Laïs z Koryntu (Magdalena Offenburg)  – 1526, 35,6 × 26,7 cm, Muzeum Sztuki w Bazylei
- Dama z wiewiórka i szpakiem – 1526-28, 56 × 39 cm, National Gallery w Londynie
- Noli me tangere – 1526-28, 76,8 × 94,9 cm, Royal Collection, Londyn
- Madonna burmistrza Meyera lub Madonna z Darmstadtu – 1526-29, 146,5 × 102 cm, Schlossmuseum, Darmstadt
- Portret Henry’ego Guildforda 1527, 83 × 66 cm, Royal Collection, Windsor
- Portret Williama Warhama, arcybiskupa Canterbury – 1527, 82 × 67 cm, Luwr, Paryż
- Sir Thomas More – 1527, 75 × 60 cm, Frick Collection, Nowy Jork
- Portret astronoma Nikolausa Kratzera – 1528, 83 × 67 cm, Luwr, Paryż
- Portret żony z dwojgiem młodszych dzieci – 1528, 77 × 64 cm, Muzeum Sztuki w Bazylei
- Thomas Godsalve z synem Johnem – 1528, 35 × 36 cm, Galeria Obrazów Starych Mistrzów w Dreźnie
- Portret Erazma z Rotterdamu – 1530, 33 × 25 cm, Galleria Nazionale, Parma
- Portret Georga Gisze – 1532, 96,3 × 85,7 cm, Gemäldegalerie, Berlin
- Alegoria Starego i Nowego Testamentu – 1532-35, 49 × 60 cm, National Gallery of Scotland, Edynburg
- Portret Hermana Wedigha – 1532, 42,2 × 32,4 cm, Metropolitan Museum of Art, Nowy Jork
- Ambasadorowie – 1533, 207 × 209 cm, National Gallery w Londynie
- Portret Dericha Borna – 1533, 60 × 45 cm, Royal Collection, Windsor
- Portret Thomasa Cromwella – 1533, 76 × 61 cm, Frick Collection, Nowy Jork
- Portret Dirka Tybisa – 1533, 48 × 35 cm, Kunsthistorisches Museum, Wiedeń
- Portret mężczyzny z lutnią – 1533-36, 43,5 × 43,5 cm, Gemäldegalerie, Berlin
- Charles de Solier – 1534–35 cm, 92,5 × 75,5 cm, Galeria Obrazów Starych Mistrzów w Dreźnie
- Portret sir Richarda Southwella – 1536, 47,6 × 38 cm, Uffizi, Florencja
- Portret Henryka VIII – 1536-37, 28 × 20 cm, Museo Thyssen-Bornemisza, Madryt
- Portret Jane Seymour – 1536-37, 26,3 × 18,7 cm, Kunsthistorisches Museum, Wiedeń
- Księżniczka duńska Krystyna, księżna Mediolanu – ok. 1538, 179 × 82 cm, National Gallery w Londynie
- Portret Anny de Cleves – 1538-39, 65 × 48 cm, Luwr, Paryż
- Edward, książę Walii jako dziecko – 1538-39, 57 × 44 cm, National Gallery of Art, Waszyngton
- Portret Henryka VIII – 1539-40, 88,3 × 74,9 cm, Galleria Nazionale d’Arte Antica, Rzym
- Portret angielskiej damy – 1540-43, 22 × 18 cm, Kunsthistorisches Museum, Wiedeń
- Portret Vosa van Steenwijk – 1541, 47 × 36,2 cm, Gemäldegalerie, Berlin
- Portret młodego kupca – 1541, 46,5 × 34,8 cm, Kunsthistorisches Museum, Wiedeń
- Portret sir Williama Buttsa 1543, 47 × 36,8 cm, Isabella Stewart Gardner Museum, Boston
- Portret lady Margaret Butts – 1543, 47,2 × 38,9 cm, Isabella Stewart Gardner Museum, Boston
- Książę Anton Dobry Lotaryński – ok. 1543, 51 × 37 cm, Gemäldegalerie, Berlin